# 藏酋猴
藏酋猴（学名：Macaca thibetana），又名藏猕猴，在峨眉山一带也被称为峨眉灵猴，是猕猴属的一种。在中国为国家二级重点保护野生动物。

## 特征
成年的雄藏酋猴体长达58－71厘米，体重10－20千克；雌猴的体长达51－65厘米，体重6－12千克。
藏酋猴周身长有棕色厚长的毛发，但其面部无毛。新生的小猴毛发呈银黑色，在大约两岁时转变成棕色。另外，雄猴的脸部为肉色，眼围为白色；而雌猴的脸部带有红色，眼围为粉红色。

## 习性
藏酋猴分布在中国各地区（包括西藏、四川、福建、广东等）以及越南。它们生活在亚热带丛林中，活动范围介于海拔800－2000米之间。
藏酋猴是群居动物，一个群体可由10只至30只组成，由2至3只成年雄猴为首领。群体成员之间等级地位鲜明，“猴王”的统治地位多通过打斗取得。藏酋猴的婚配采取一雄多雌制，交配季节多在秋天。雌猴的怀孕期为6－7个月，每胎产1只小猴，由母亲负责养育。藏酋猴的平均寿命可达20余岁。
藏酋猴是昼行性、半地栖的动物，喜在地面活动，及在崖壁缝隙、陡崖或大树上过夜。它们是杂食动物，主要采摘野果为食，但也吃植物的种子、叶子和花，以及小型的无脊椎动物。

## 亚种
藏酋猴又被分为四个亚种：
- Macaca thibetana thibetana
- Macaca thibetana esau
- Macaca thibetana guiahouensis
- Macaca thibetana huangshanensis